# تاچ‌استون پیکچرز
تاچ‌استون پیکچرز (به انگلیسی: Touchstone Pictures) شرکت آمریکایی تهیه و تولید فیلم بوده که تحت مالکیت شرکت والت دیزنی است. این شرکت در سال ۱۹۸۴ توسط ران میلر، مدیر اسبق شرکت والت دیزنی و تحت همین نام تأسیس شده‌است.
تاچ‌استون پیکچرز فقط یک برند تجاری است و شرکتی مستقل به شکل فیزیکی تحت این نام وجود ندارد.
شرکت والت دیزنی طبق قرارداد بلند مدتی که با دریم‌ورکس به امضاء رسانده، طی مدت هفت ساله محصولات دریم‌ورکس را با نام تاچ‌استون پیکچرز منتشر خواهد کرد. این قرارداد از سال ۲۰۱۱ شروع شده.